# 2-Furfurylthiol
2-Furfurylthiol ist ein Aromastoff und eine der Hauptkomponenten des Kaffee-Aromas.

## Vorkommen

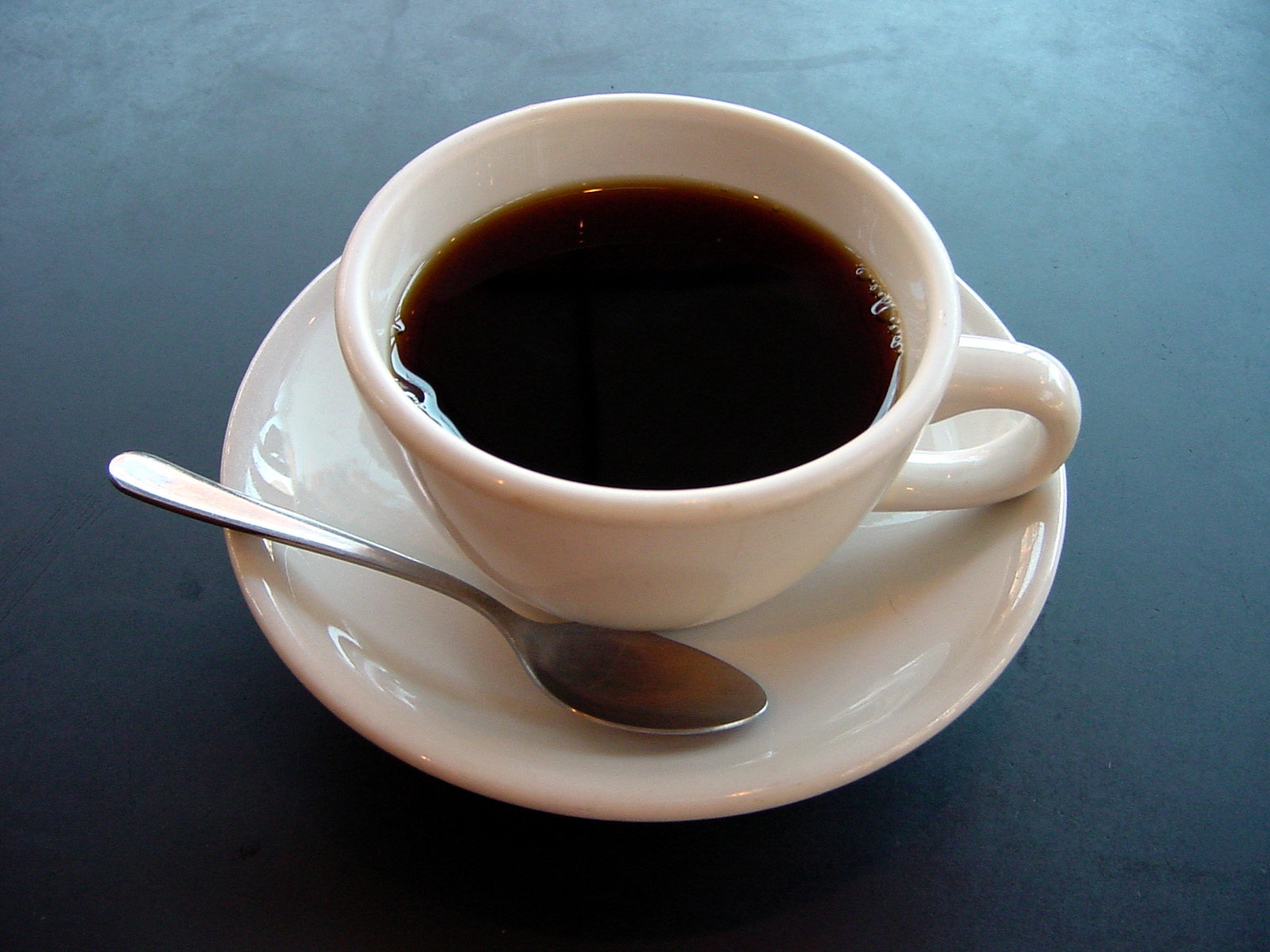
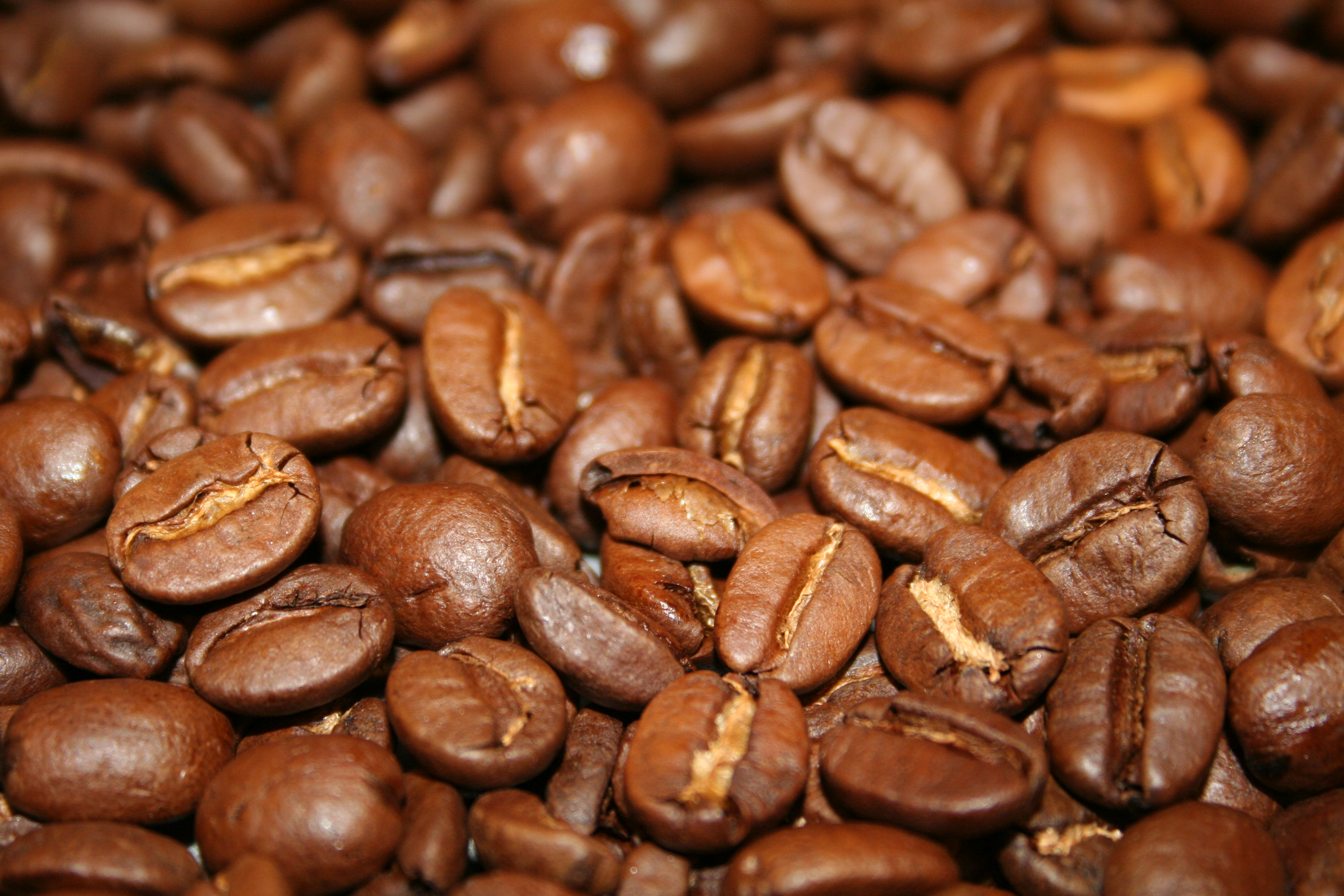

Der Gehalt von 2-Furfurylthiol in geröstetem Kaffee beträgt 1–2 mg·kg−1. Davon gehen ca. ein Drittel bei der Kaffeezubereitung in das Heißgetränk über. 2-Furfurylthiol wurde  neben Kaffee in rohem und gebratenem Hühnerfleisch, gekochtem Rindfleisch, gegrilltem Schweinefleisch, Sesamöl und Popcorn festgestellt. Der Gehalt in gekochtem Fleisch beträgt 2 bis >100 µg·kg−1. Damit ist 2-Furfurylthiol auch beim gekochten Fleisch eine Hauptkomponente des Aromas.

## Herstellung
2-Furfurylthiol kann durch die Reaktion von 2-Furanmethanol, Thioharnstoff und Salzsäure hergestellt werden.
Weiter kann 2-Furfurylthiol auch mikrobiell hergestellt und kommerziell erworben werden.

## Eigenschaften
2-Furfurylthiol ist eine übelriechende farblose Flüssigkeit. Ihr Geruch ähnelt in starker Verdünnung (0,1–1 ppb) dem Geruch von Kaffee.

## Verwendung
2-Furfurylthiol findet unter anderem Verwendung in Getränken, Gebäck und Süßigkeiten.
| Verwendung in verschiedenen Lebensmitteln | Verwendung in verschiedenen Lebensmitteln | Verwendung in verschiedenen Lebensmitteln | Verwendung in verschiedenen Lebensmitteln |
| ----------------------------------------- | ----------------------------------------- | ----------------------------------------- | ----------------------------------------- |
| Alkoholische Getränke                     | 0,05–1,7 ppm                              | Soßen                                     | 0,20–0,80 ppm                             |
| Gebäck                                    | 4,54–6,14 ppm                             | Harte Süßigkeiten                         | 24,38 ppm                                 |
| Gewürzbeilagen                            | 0,10 ppm                                  | Fleischprodukte                           | 0,04–0,13 ppm                             |
| Gefrorenen Molkereiprodukte               | 2,48–3,30 ppm                             | Unalkoholische Getränke                   | 1,12–1,84 ppm                             |
| Pudding                                   | 1,02–2,35 ppm                             | Weiche Süßigkeiten                        | 2,54–3,55 ppm                             |

## Sicherheitshinweise
Die Dämpfe von 2-Furanmethanthiol können mit Luft ein explosionsfähiges Gemisch (Flammpunkt 45 °C) bilden.